# Cagiva T4
Les Cagiva T4 constituent une gamme de moto de moyenne cylindrée fabriquée par Cagiva entre 1987 et 1991. Exemple type du trail monocylindre, les T4 sont construites classiquement autour d'un cadre tubulaire en acier supportant les organes mécaniques et la partie cycle. Héritière de l'Aletta Rossa, les T4 apportent le moteur à quatre soupapes et de nombreuses optimisations, en faisant une moto rustique, mais moderne et techniquement aboutie. Les T4 ont été déclinées en 350 cm3 et 500 cm3, chacune étant commercialisée en deux modèles : E et R. Les modèles T4E Enduro disposaient d'un démarreur électrique et une aptitude routière plus polyvalente, tandis que les T4R rallye étaient des modèles sans compromis, dépouillés du superflu et taillés pour la compétition.
Les Cagiva T4 prennent place dans un marché de niche, celle du trail enduro léger et efficace. En effet, ce segment avait tendance à disparaître en raison de la surenchère des cylindrées et de la technologie des Rallyes africains, produisant des véhicules bicylindres puissants mais lourds et chers. Cagiva a répondu à cette demande par la série Elefant, des bicylindres déclinées jusqu'en 900 cm3. Appréciée par la presse spécialisée et les testeurs, les T4 seront souvent qualifiés de « vrai enduro » faisant un retour aux sources salvateur. Point perfectible régulièrement souligné, la faiblesse du freinage et un tarif élevé.
Les T4 350 E, maniables et robuste, firent une carrière militaire dans l'Armée française et italienne pendant près de vingt années. Sur le plan commercial, Cagiva remplacera les T4 par la gamme W, très similaire, mais déclinée jusqu'en 600 cm3.

## Déclinaisons de la gamme

### Conception commune
La conception des T4 est commune aux motos typées trail de la fin des années 1980, et se base autour d'un cadre à berceau dédoublé en acier. Celui-ci supporte le bloc moteur, alors que le réservoir à carburant repose sur sa poutre dorsale. Du côté gauche de la colonne de direction se trouve le klaxon et du côté droit le radiateur de refroidissement d'huile est placé en position verticale. Les flancs sont protégés derrière des écopes en plastique. La tête de fourche n'a pas de bulle et se trouve à une hauteur de 1 305 mm. Le bloc englobe le phare rectangulaire et intègre le tableau de bord. Celui-ci comporte un indicateur de vitesse incluant deux compteurs de kilomètre et un compte-tours. Le guidon de 82 cm, renforcé, offre un prise large et permet l'accès aux commodos. Celui-ci est produit par Renthal.
La selle culmine à 91 cm, ce qui est très important pour même pour un trail ; Une telle hauteur est à comparer aux 855 mm de moyenne pour les trails commercialisés en 2007. La moto de type trail étant connue pour avoir des selles suffisamment haute pour exclure les motards de petits gabarits. Cela s'explique par une garde au sol importante (28 cm), mais aussi par la course importante des amortisseurs. Ces caractéristiques couplées à un empattement de 1 440 mm permettent de bonnes capacités de franchissement. Quel que soit le modèle, les Cagiva ont une longueur de 2 185 mm.
La puissance du moteur est transmise à la roue arrière via une transmission secondaire à chaîne située du côté gauche de la moto, en longeant le bras oscillant en aluminium. Comme la très grande majorité des motos typées tout-terrain, les T4 sont équipées de roues à rayon. Les rayons sont préférés aux bâtons pour leur souplesse et donc leur robustesse sur terrains difficiles. Les jantes équipant ces motos sont produites par Akront.
La ligne d'échappement suit la latéralité opposée. Le collecteur d'échappement se compose deux tubes de sortie situés sur l'avant du monocylindre (une sortie par soupape d'échappement). Les deux conduits fusionnent peu avant le pot de détente, jouxtant le pot d'échappement.
Le moteur est un monocylindre à quatre temps, quatre soupapes et refroidi par air et huile, il a été dessiné par l’ingénieur italien Fabio Taglioni. Le bloc pèse 47 kg. Ses soupapes d'aspiration ont un diamètre de 31,5 mm et une inclinaison de 22,5°; celles de décharge un diamètre de 28 mm pour 27,5°.
Le moteur a pour base lointaine celui de l'Aletta Rossa, mais outre les quatre soupapes, l'artchitecture Pentproof (en) lui est adaptée. Cette conception optimise les turbulences du mélange, sa propagation dans la chambre de combustion et donc le rendement du moteur. Les soupapes sont entraînées par deux Culbuteurs, dépendant d'un seul Arbre à cames, actionné par chaîne. Le vilebrequin a également été redessiné pour atténuer les vibrations, courantes sur les monocylindres. Le système de lubrification est actionné par une pompe trochoïdale. L'embrayage a été retravaillé pour être plus léger, le cylindre est en aluminium chromé et un amortisseur de vibration a été installé.

### Modèles350cm3
La 350 T4 est produite à partir de 1987 jusqu'à 1991.
Cette moto est disponible en deux versions :
- Rallye qui représente le modèle axé compétition enduro.
- Enduro pour la version trail à démarreur électrique (+ kick).
- Version R :

Les deux modèles sont assez similaires, mais plusieurs différences demeurent. Concernant la partie cycle, la T4R est équipée d'un monoamortisseur arrière de marque Öhlins réglable en précharge, dureté et en amortissement (compression et rebond). Sur ce modèle, le bras oscillant est plus long de deux centimètres et la roue arrière passe en 18 pouces pour faciliter le montage de pneu FIM, c'est-à-dire adaptés aux compétitions officielles d'enduro. Elle était chaussée de série de pneus Michelin T61.
Allégée de la batterie, du démarreur électrique, possédant une horloge numérique en lieu et place du tableau de bord plus complet de la version E, la R est plus légère que la T4E. Dans la même logique de chasse au poids, le guidon de la T4R est en aluminium. Enfin, la démultiplication est passée de 16 × 43 à 14 × 48. Le gain de poids, le raccourcissement de la transmission secondaire et la partie cycle modifiée justifie selon la marque, l'étiquette compétition de la version R. La 350R a un cadre et des soufflets de fourche rouge vif, une selle bleu et des carénages majoritairement blanc, localement jaune, rouge ou bleu. Enfin, elle ne dispose pas de clignotants.
- Version E :

Sur la T4E le monoamortisseur n'est pas réglable. Le démarrage s'effectue au choix par un kick-starter avec décompression automatique, ou via un démarreur électrique.
De série, les carénages sont majoritairement bleu marine. La 350E est parfois déclinée aux couleurs du cigarettier Lucky Strike.
La consommation mixte de la T4E est légèrement inférieure à 5 litres aux cent kilomètres, ce qui lui confère une autonomie d'environ 200 kilomètres, tandis que celle de la T4R est précisément de 5 litres au cent. À cet égard, le réservoir de 10 litres peut sembler de faible contenance, mais reste calibré pour l'usage du véhicule : petits trajets sur route ou sur piste. Il est possible d'adapter des réservoirs de contenance plus importante, notamment de 19 litres.

### Modèles500cm3

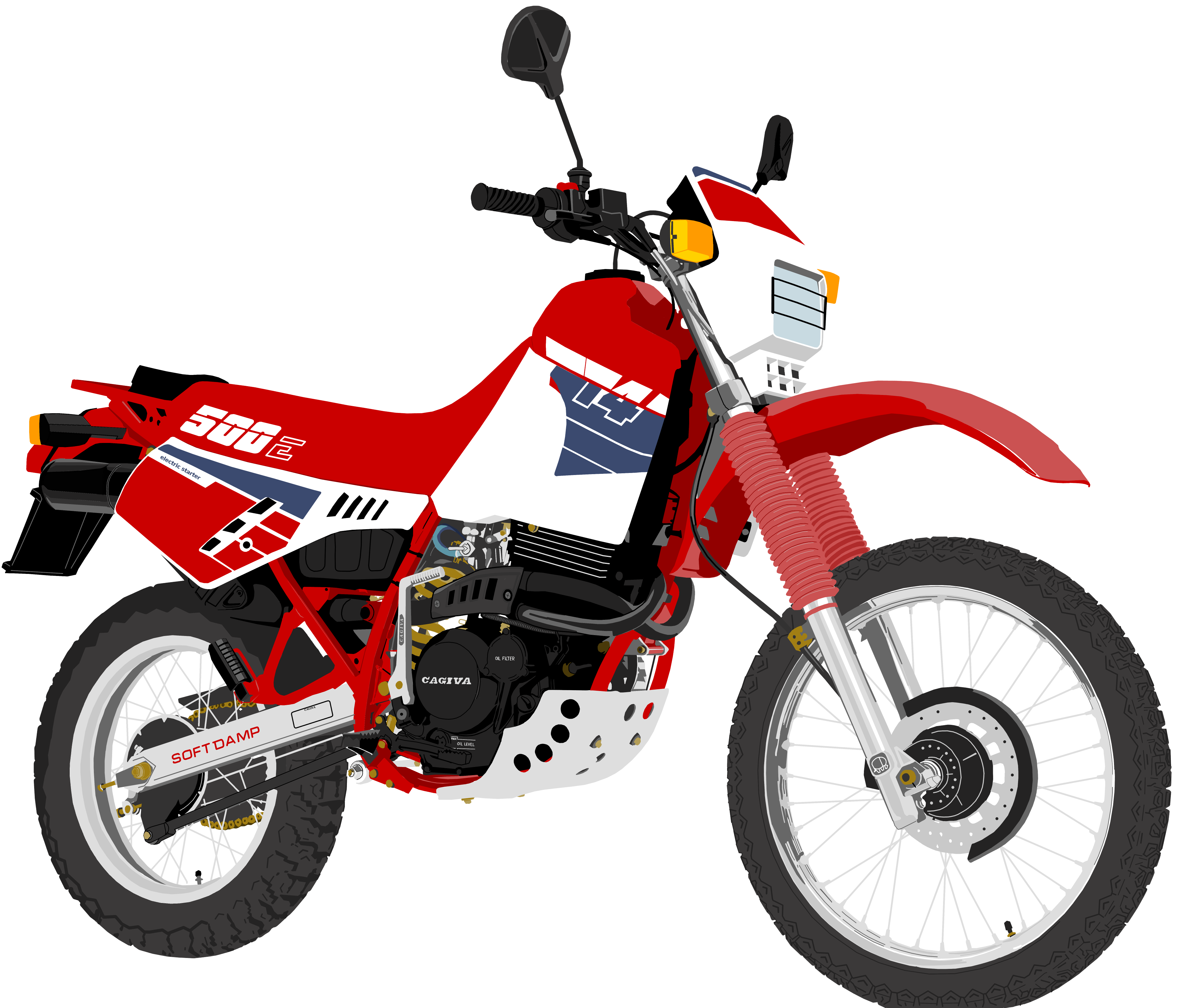
Cagiva T4 500 équipée d'un réservoir de 24 litres.

La version 500E a été produite de 1987 à 1990. La partie cycle est très semblable à celle de la 350 cm3. Le moteur est de 450 cm3, par augmentation de l'alésage (diamètre du piston) qui passe de 82 à 94 mm. L'alimentation du moteur s'effectue via un carburateur Bing différent des modèles de 350 cm3. La boîte de vitesses possède des rapports de transmissions plus longs pour les deux dernières vitesses. Ainsi, le rapport en quatrième passe de 22/23 à 21/23 et sur la cinquième vitesse, de 20/25 à 19/26. Cette modification permet d'obtenir une vitesse de pointe plus élevée, et baisser le régime moteur moindre en vitesse de croisière. La 500 était ainsi plus apte à emprunter les grands axes de circulation. En revanche, seules les 350 disposent de l'embrayage renforcé.
Cette motorisation délivre une puissance maximale d'environ 40 chevaux (à 7 000 tr/min) pour un couple de 42 N m (à 7 500 tr/min). 7 kg plus lourde que la 350 T4R (148,5 kg), sa vitesse maximale est de 155 km/h pour une consommation en carburant supérieure de 10 %.
La 500 cm3 est aussi déclinée en version R, mais sa diffusion est marginale ; Cagiva n'en fait mention qu'au travers d'une parenthèse précisant que « [...] pour les modèles T4 350 R et T4 500 R les réservoirs de 24 l sont disponibles sur demande. Quelques périodiques font mention d'une gamme composée d'une seule  500, d'autres deux. » Les différences entre les T4E et T4R sont identiques pour les deux cylindrées : poids, puissance, démarreur, clignotants, tableau de bord...

### Comparatif
|                 |                  |                     |                  |                   |
| Modèle          | T4E 350          | T4R 350             | T4E 500          | T4R 500           |
| Cylindrée       | 343,27 cm3       | 343,27 cm3          | 452 cm3          | 452 cm3           |
| Puissance       | 33 ch            | 33.8 ch             | 40 ch            | 43 ch             |
| Carburateur     | Bing 32 mm       | Dell'Orto PHF 34 mm | Bing 40 mm       |                   |
| Mise en route   | kick + démarreur | kick                | kick + démarreur | kick              |
| Poids           | 139 kg           | 132 kg              | 139 kg           | 132 kg            |
| Pneumaniques    | Pirelli MT40     | Michelin T61        | Pirelli MT40     | Michelin T61      |
| Tableau de bord | Compte-tours     | Horloge numérique   | Compte-tours     | Horloge numérique |
| Garde au sol    | 300 mm           | 320 mm              | 300 mm           | 320 mm            |
| Passager        | Oui              | Non                 | Oui              | Non               |
| Clignotants     | Oui              | Non                 | Oui              | Non               |

## Performances

### 350
- Données techniques de la 350 T4E selon test allemands et italiens[8]

Données techniques de la 350 T4E selon test allemands et italiens
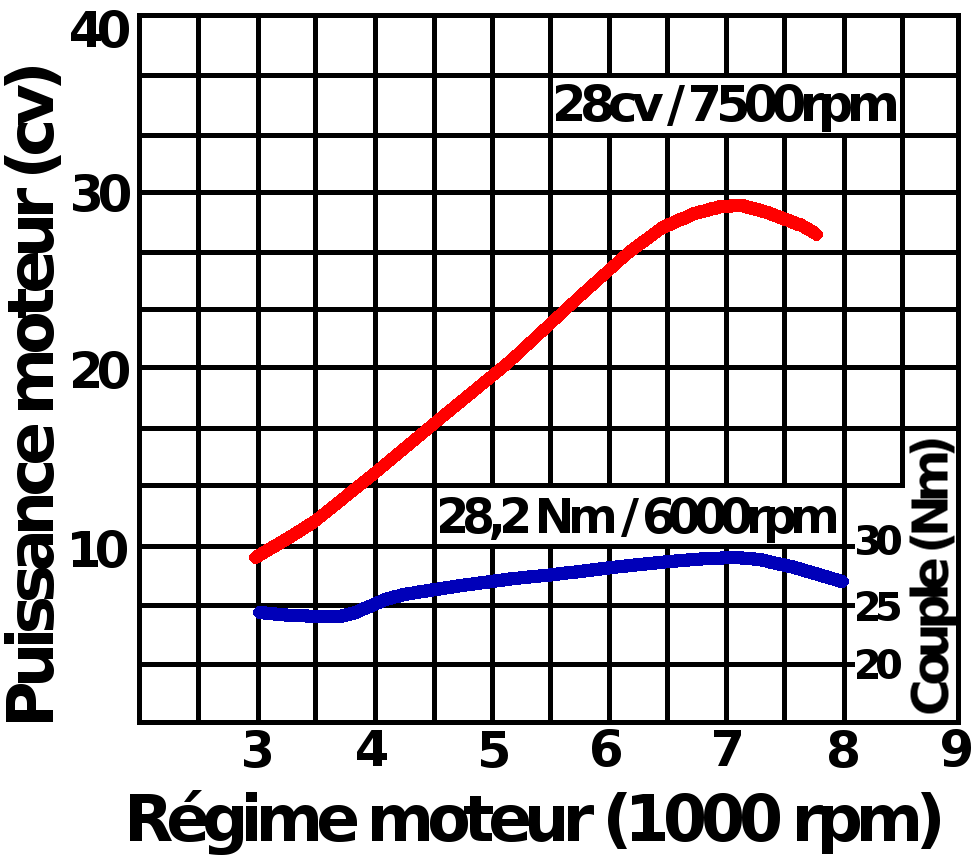
Courbe puissance et couple du moteur
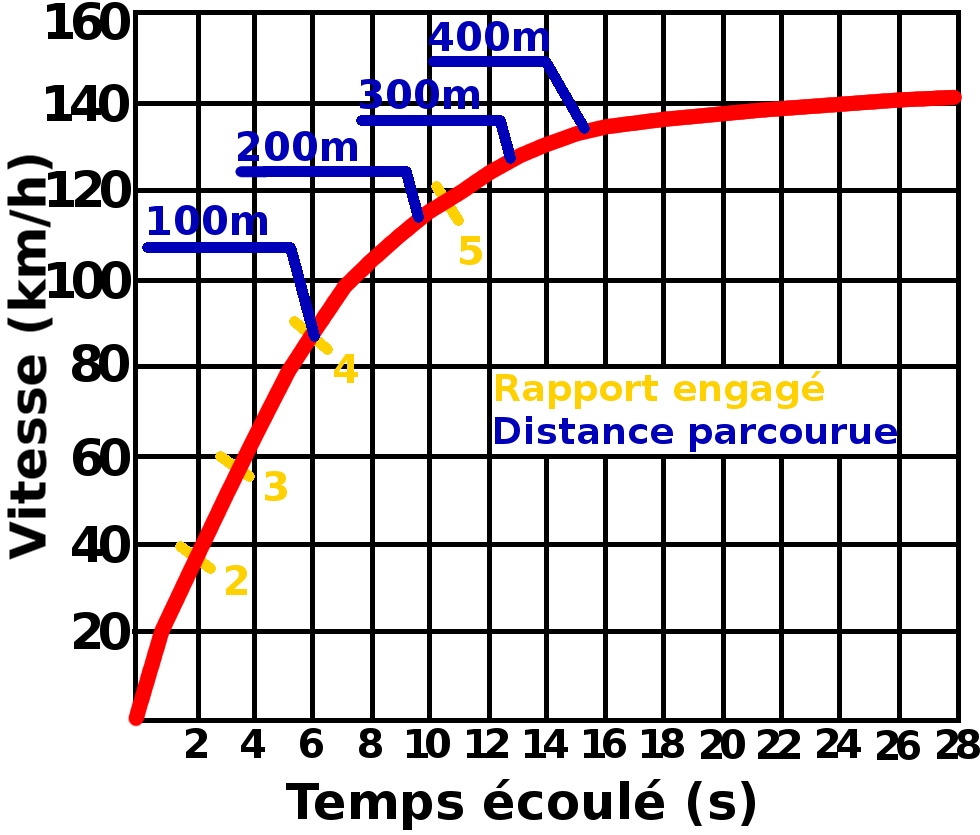
Accélération sur un 400 m.
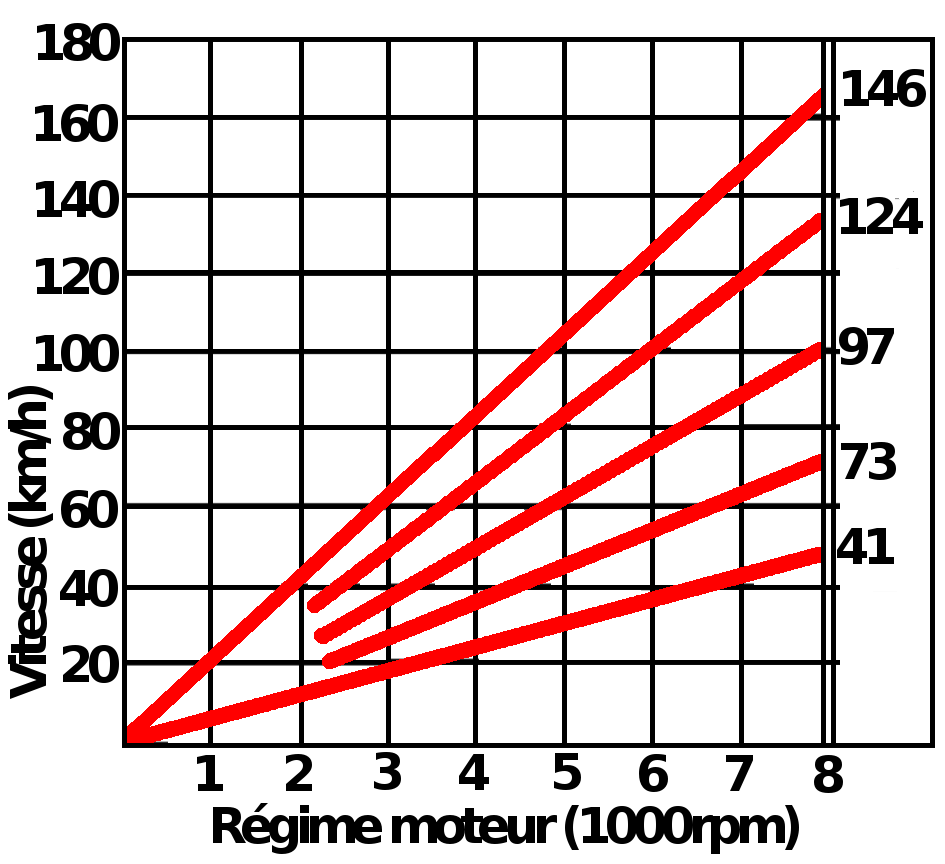
Vitesse de chaque rapport en fonction du régime moteur

Le journal Motociclismo procède en 1987 à une analyse complète du moteur et des performances de la moto dans leur centre à Nerviano au moyen d'un banc d'essai. Il en ressort que sur la T4E testée, la puissance à la sortie du moteur est mesurée à 30,75 ch pour un couple de 3,1 m kg (à 7 500 tr/min). En revanche, au niveau de la roue arrière, la puissance effective est de 28,04 ch pour un couple de 2,82 m kg. Ces mesures diffèrent donc des chiffres officiels du constructeur. Par ailleurs, en Allemagne, les 350 cm3 ont une puissance limitée à 27 ch, contre 33 ch à l'étranger. La vitesse linéaire du piston aux valeurs de couple maximales est de 16,25 m/s. La température sous la bougie peut monter jusqu'à 158 °C, qui peut subir des pressions de 11,35 kg/cm2. Moto sprint évoque une puissance maximale de 29,01 ch à 7 500 tr/min et un couple de 2,87 m kgà 6 750 tr/min. Lorsqu'ils essaient la T4R, les résultats sont marginalement supérieurs à ceux de la T4E : 29,31 ch à 7 500 tr/min et 2,92 m kg à 6 750 tr/min.
Testant la moto en divers conditions, le journal constate une vitesse maximale de 147,11 km/h lorsque le pilote est en position couchée favorisant la pénétration dans l'air. La consommation d'essence de 5,44 litres au cent en conduite urbaine, 4,8 litres hors agglomération, 5,92 litres à 130 km/h sur autoroute, 7,3 litres au cent en tout terrain, pour une moyenne lors des tests à 5,34 litres, chiffres également divergents de ceux communiqués par le constructeur. Fait courant également, le tachymètre sous-évalue la vitesse réelle du véhicule ; 50 au compteur pour une vitesse effective de 48,5 km/h, 100 pour 96,3 km/h et 150 pour 144 km/h. Moto sprint procède à des examens similaires, aux résultats comparables, notamment une vitesse maximale mesurée 146,08 km/h, quoique le compteur affiche 150 km/h à 8 000 tr/min.
Le rayon de braquage est mesuré à 4,67 m à droite et 4,76 m à gauche. Une Yamaha YZF R1, moto hypersportive, a un rayon de braquage de 6,49 m, 4,9 m pour une BMW R1200GS ou 10,3 m pour une Renault Clio III
En termes d'émission sonore, 82,5 dB (A) sont mesurés à trois mètres du moteur lorsque celui-ci est aux deux-tiers de son régime maximum. Lors d'une franche accélération, ce chiffre monte à 88,5 dB (A). Le klaxon émet 105 dB (A) à trois mètres, audible à vingt mètres à un niveau de 84 dB (A).
| Moto                       | Cylindrée (alésage × course) | Puissance max           | Couple max               | 400 m    | Vitesse de sortie | Vitesse max | Consommation  | Poids à sec | Tarif                   | Disponibilité |
| -------------------------- | ---------------------------- | ----------------------- | ------------------------ | -------- | ----------------- | ----------- | ------------- | ----------- | ----------------------- | ------------- |
| Aprilia Tuareg 350         | 349,5 cm3 (79,5 × 70,4 mm)   | 27,47 ch à 7 500 tr/min | 2,85 m kg à 6 500 tr/min | 15,331 s | 127,659 km/h      | 144,3 km/h  | 4,43 L/100 km | 166 kg      | 5 755 000 ITL (6 661 €) | août 1986     |
| Cagiva Ala Rossa 350       | 343,1 cm3 (82 × 65 mm)       | 23,53 ch à 7 000 tr/min | 2,53 m kg à 5 750 tr/min | 16,33 s  | 121,62 km/h       | 132,5 km/h  | 4,97 L/100 km | 147 kg      | 4 693 900 ITL (6 260 €) | Janvier 1984  |
| Cagiva T4E                 | 342,27 cm3 (82 × 65 mm)      | 28,04 ch à 7 500 tr/min | 2,82 m kg à 6 750 tr/min | 15,235 s | 133,33 km/h       | 147,11 km/h | 5,35 L/100 km | 147 kg      | 5 799 840 ITL (7 735 €) | Mai 1987      |
| Gilera Dakota 350          | 348,8 cm3 (80 × 69,4 mm)     | 29,13 ch à 7 750 tr/min | 3,08 m kg à 6 000 tr/min | 15,577 s | 128,66 km/h       | 151,2 km/h  | 5 L/100 km    | 168 kg      | 5 600 000 ITL (6 196 €) | Décembre 1986 |
| Cagiva elefant 350         | 349 cm3 (66 × 51 mm)         | 30,80 ch à 9 250 tr/min | 2,77 m kg à 7 500 tr/min | 15,492 s | 130,435 km/h      | 149,6 km/h  | 6,25 L/100 km | 190 kg      | 6 445 300 ITL (7 131 €) | Novembre 1986 |
| Moto Guzzi V35 TT          | 346,22 cm3 (66 × 50,6 mm)    | 27,33 ch à 7 700 tr/min | 2,65 m kg à 7 000 tr/min | 15,869 s | 127,66 km/h       | 139,92 km/h | 5,56 L/100 km | 170 kg      | 4 956 000 ITL (6 086 €) | Juillet 1985  |
| Moto Morini Kanguro 350 XE | 344,16 cm3 (62 × 57 mm)      | 29,88 ch à 8 750 tr/min | 2,62 m kg à 7 500 tr/min | 14,753 s | 138,462 km/h      | 147,55 km/h | 4,44 L/100 km | 151,5 kg    | 5 278 140 ITL (6 482 €) | août 1985     |

### 500

Données techniques de la 500 T4E sur le marché allemand. (sauf étagement boite de vitesse).
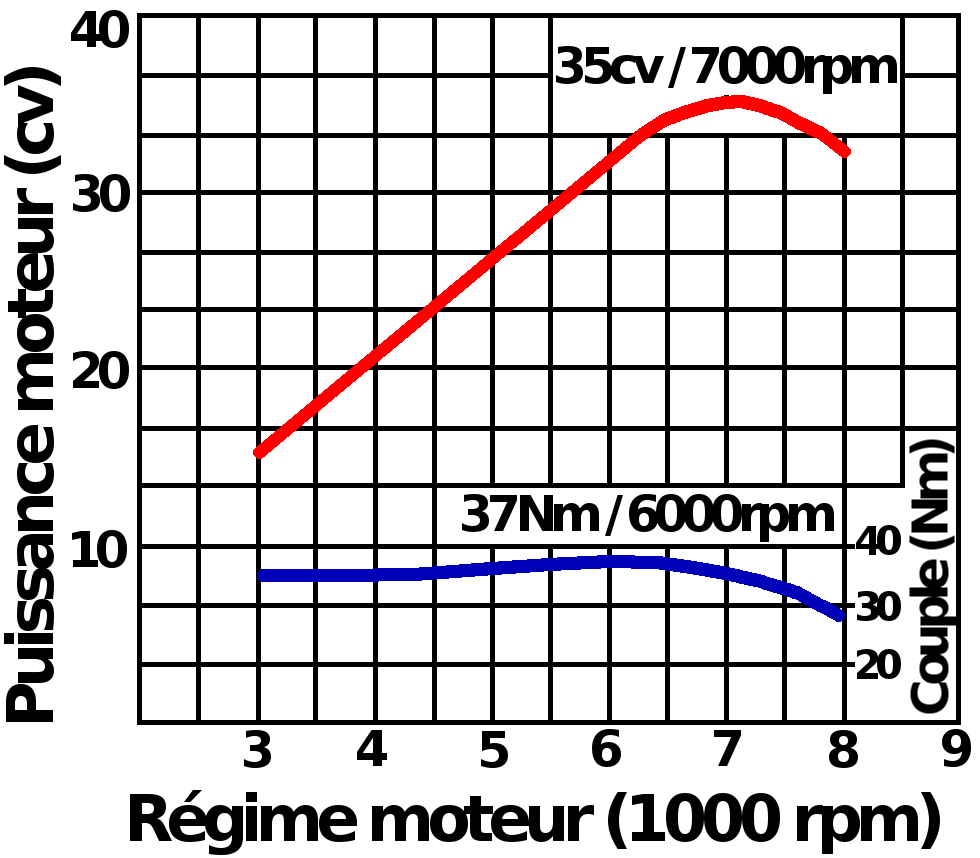
Courbe puissance et couple du moteur
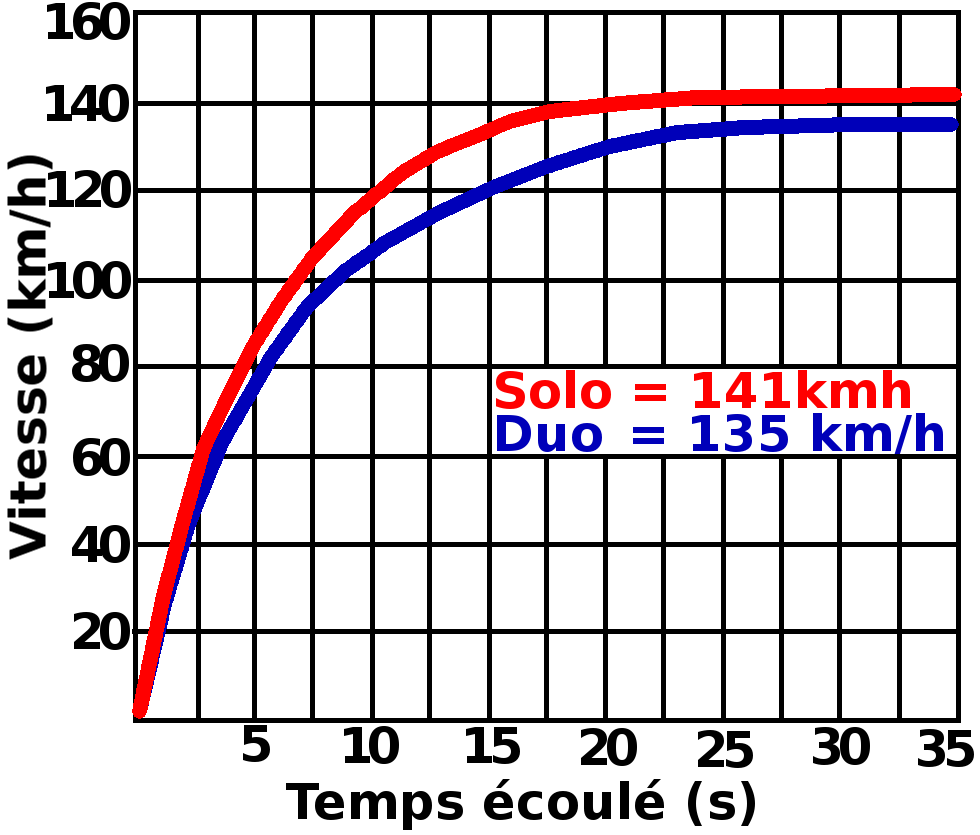
Accélération en solo et duo
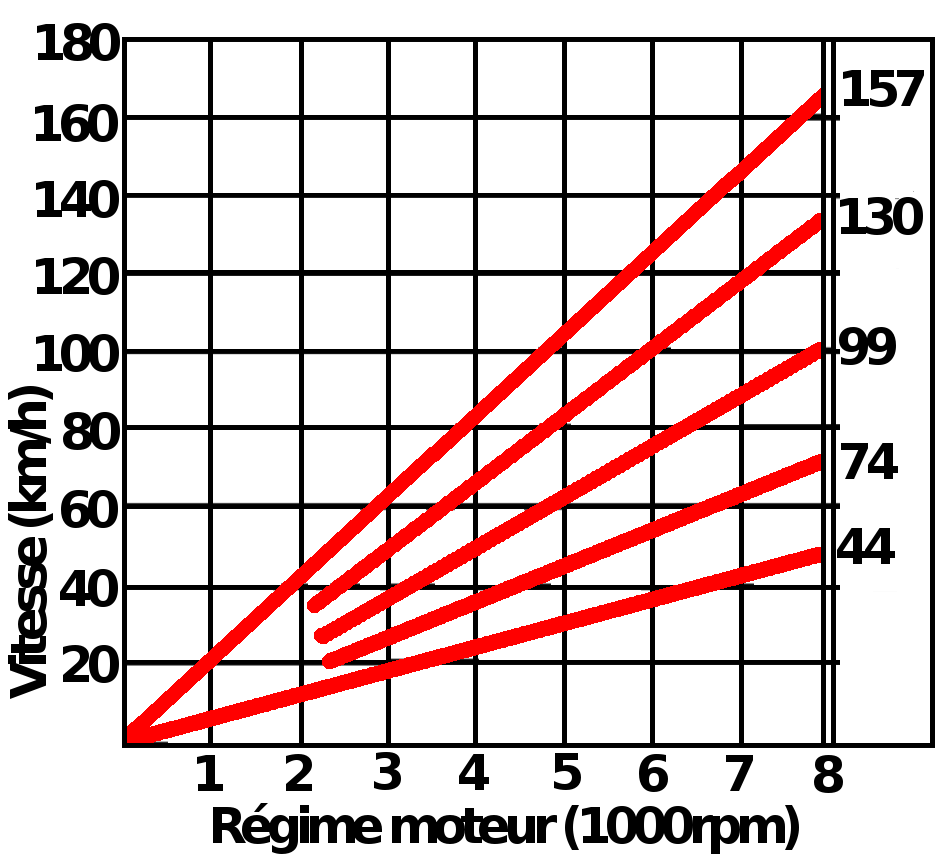
Vitesse de chaque rapport en fonction du régime moteur

Les essayeurs du journal Allemand Motorrad constatent sur leur version un régime moteur maximal de 6700 tr/min. À ce régime moteur, la vitesse linéaire du piston est de 14,5 m/s, là où certaines concurrentes japonaises montent à 18 m/s. L'énergie cinétique du piston, et donc les efforts subis par la bielle étant moindre, le moteur est moins sollicité, ceci dans une recherche de fiabilité maximale. Concernant la cylindrée des monocylindres 4 temps, le porte-parole Cagiva de l'époque évoque une taille optimale inférieure à 500 cm3. La limitation de la cylindrée évite d'avoir recours à des complications technologiques afin de limiter cliquetis et vibrations importantes. Suzuki poussera pourtant le concept jusqu’à près de 800 cm3. La conjoncture dans les années 1990 était difficile pour les monocylindres trail, aussi un partenariat entre Cagiva et Ducati permettra à la marque, en parallèle des T4, de proposer des trails bicylindres plus haut de gamme et plus routiers.
Moto sprint passant la moto sur un banc de test en tire les résultats suivants : 35,28 ch à 7 500 tr/min et 3,69 mkg, divergeant des chiffres officiels : 40 ch et 4 mkg. À haut régime, la température sous la bougie peut monter jusqu'à 158 °C, qui peut subir des pressions de 11,35 kg/cm2.
Le rayon de braquage est mesuré à 4,67 m à droite et 4,76 m à gauche, qui pour la T4R sont de 4,63 m à droite et 4,78 m. Ces valeurs sont dans la moyenne des trails de l'époque,. À titre de comparaison, Une Yamaha YZF R1, moto hypersportive, a un rayon de braquage de 6,49 m, 4,9 m pour un maxitrail tel qu'une BMW R1200GS ou 10,3 m pour une Renault Clio III.
En terme d'émission sonore, 85 Décibels A sont mesurés à trois mètres du moteur lorsque celui-ci est aux deux tiers de son régime maximum. Lors d'une franche accélération, ce chiffre monte à 90 db(A). Le klaxon émet 101,5 db(A) à trois mètres, audible à vingt mètres à un niveau de 82,5 db(A).
| Moto                  | Cylindrée (alésage × course) | Puissance max           | Couple max            | 400 m   | Vitesse de sortie | Vitesse max  | Consommation 120 km/h | Poids à sec | Tarif                   | Disponibilité |
| --------------------- | ---------------------------- | ----------------------- | --------------------- | ------- | ----------------- | ------------ | --------------------- | ----------- | ----------------------- | ------------- |
| Cagiva T4R 500        | 452 cm3 (96 × 65 mm)         | 34,99 ch à 7 200 tr/min | 35 N m à 6 000 tr/min | 14,56 s | 131,616 km/h      | 148,106 km/h | 6,12 L/100 km         | 142 kg      | 6 762 000 ITL (7 827 €) | Août 1986     |
| Honda XR600 R         | 591 cm3 (97 × 80 mm)         | 37,06 ch à 6 500 tr/min | 42 N m à 5 250 tr/min | 13,96 s | 135 109 km/h      | 155 km/h     | 6,57 L/100 km         | 132,9 kg    | 7 750 000 ITL (8 970 €) |               |
| Husqvarna TE10 enduro | 503 cm3 (91,5 × 76,5 mm)     | 42,91 ch à 7 400 tr/min | 42 N m à 6 000 tr/min | 13,66 s | 150,1 km/h        | 161,316 km/h | 6,5 L/100 km          | 123,9 kg    | 8 500 000 ITL (9 839 €) |               |
| KTM 600 LC4 enduro    | 552,9 cm3 (95 × 78 mm)       | 41,89 ch à 7 400 tr/min | 47 N m à 5 250 tr/min | 13,79 s | 148,411 km/h      | 152,615 km/h | 6,36 L/100 km         | 133,2 kg    | 8 300 000 ITL (9 607 €) |               |
| Yamaha TT600          | 595 cm3 (95 × 84 mm)         | 38,23 ch à 6 500 tr/min | 45 N m à 5 500 tr/min | 13,89 s | 144,207 km/h      | 146,44 km/h  | 6,75 L/100 km         | 138,2 kg    | 7 035 000 ITL (8 143 €) |               |
| Morini 501 Camel      | 507 cm3 (71 × 64 mm)         | 43 ch à 8 500 tr/min    | 45 N m à 5 500 tr/min |         |                   | 150 km/h     |                       | 154 kg      |                         | 1987          |

## Maintenance et contrôle
D'une manière générale, les motos, surtout en usage tout terrain, sont exposées à des facteurs d'usure importants. Les vibrations peuvent lentement dévisser la boulonnerie, mettant à mal la répartition des efforts. À moyen terme, après concentration de contrainte, des fissures peuvent apparaître et entraîner en cas de chocs, la rupture de la pièce. De ce fait, Cagiva préconise le contrôle du serrage de la boulonnerie à l'aide d'un dynamomètre en se référant à un tableau de couples de serrage.
Autre facteur d'usure important, la poussière, les gravillons et les conditions météo difficiles. Celles-ci attaquent progressivement la peinture, pouvant faire apparaître des points de rouille, fragilisant la résistance des matériaux, mais aussi altérant l'efficacité du graissage. Un des organes mécaniques les plus exposés est la chaîne. Bien que sur les T4, celle-ci soit protégée par un couvert en plastique, elle reçoit de plein fouet les corps étrangers (terre, sable, saleté, eau) du fait de sa proximité avec la route. Supportant également de fortes contraintes mécaniques, son graissage optimal a un impact direct sur son efficacité et sa durée de vie.
Les contrôles visant la partie moteur permettent de maintenir des conditions optimales de fonctionnement, et d'éviter tout anomalie prouvant provoquer une panne ou une casse : niveaux d'huile, réglage de la carburation, état du filtre à air, etc. Des tests ont ainsi montré que par tranche de mille kilomètres parcourus, les 350 et 500 consomment 225 cm3 d'huile moteur (305 pour la T4R 500). Ces chiffres sont en dessous d'une Yamaha TT600 (160), de la Honda XR600 R (110), mais inférieurs à une KTM600 LC4 (400). Quant au contrôle des consommables, il cherche à détecter toute usure anormale, témoignant d'un problème connexe. Sur les T4, l'usure centrale des pneumatiques est mesurée à 0,8 mm roue avant et 2,2 mm à l'arrière (2,3 mm pour la 500 cm3),,. En conséquence, Cagiva détaille les rythmes de changement et de contrôle dans un tableau de maintenance.
Si certaines vérifications ou interventions doivent être réalisées par des professionnels, la vérification du niveau d'huile peut être effectuée au niveau utilisateur via une petite fenêtre transparente en bas du moteur. L'huile doit être entre les lignes de minimum et de maximum gravées sur le carter droit. Les témoins lumineux du tableau de bord permettent d'alerter le conducteur en cas de température d'huile trop élevée. Une trousse à outil équipe les T4 au niveau de la base du porte-paquet, permettant de revisser ou démonter certaines parties dans des opérations de diagnostic où de réparation de base. De même, la boîte à fusible est munie de fusible de secours.
Enfin, aucune jauge de carburant n'est présente. Il faut donc contrôler le kilométrage ou le niveau du réservoir. En cas de panne sèche, la réserve s’enclenche manuellement via un robinet sur le côté droit.
La maintenance du parc militaire, opérée par les ateliers techniques régimentaires est normalisée. Celle-ci est décrite dans le Guide d'utilisation et d'entretien MAT 2761, le manuel de réparation MAT 3146 et d'autres documents ou check-list formatées.
| Opération                         | Première opération | Périodicité                                               |
| --------------------------------- | ------------------ | --------------------------------------------------------- |
| Huile moteur                      | 1 000 km           | Vérification tous les 1 000 km, vidange tous les 5 000 km |
| Pression d'huile                  | 5 000 km           | Vérification tous les 5 000 km                            |
| Cartouche du filtre à huile       | 1 000 km           | Remplacement tous les 10 000 km                           |
| Chaîne de distribution            | 1 000 km           | Contrôle de la tension tous les 3 000 km                  |
| Taux de compression               | 1 000 km           | Contrôle tous les 5 000 km                                |
| Bougie                            | 1 000 km           | Contrôle tous les 3 000 km                                |
| Filtre à air                      | 3 000 km           | Nettoyage tous les 3 000 km                               |
| Carburateur                       | 5 000 km           | Nettoyage tous les 5 000 km                               |
| Commande des gaz                  | 1 000 km           | Contrôle tous les 3 000 km                                |
| Frein à disque                    | 1 000 km           | Contrôle tous les 1 000 km                                |
| Embrayage                         | 1 000 km           | Contrôle tous les 3 000 km                                |
| Jeu des coussinets de direction   | 1 000 km           | Contrôle tous les 10 000 km                               |
| Huile de fourche                  | 10 000 km          | Vidange tous les 10 000 km                                |
| Filtre et durite carburant        | 1 000 km           | Nettoyage tous les 5 000 km                               |
| Freins à tambour                  | 1 000 km           | Contrôle tous les 1 000 km                                |
| Tension de la chaîne              | 1 000 km           | Contrôle tous les 1 000 km                                |
| Tendeur de chaîne                 | 3 000 km           | Graisser tous les 3 000 km                                |
| Niveau d'usure pignon et couronne | 5 000 km           | Contrôle tous les 5 000 km                                |
| Tension des rayons                | 1 000 km           | Contrôle tous les 5 000 km                                |
| Serrage de la boulonnerie         | 1 000 km           | Contrôle tous les 3 000 km                                |
| Usure et pression pneumatiques    | 1 000 km           | Contrôle tous les 3 000 km                                |
| Contrôle électrolyte batterie     | Contrôle mensuel   | Contrôle mensuel                                          |

| Pièce                        | Prix de vente TTC | Coût actualisé |
| ---------------------------- | ----------------- | -------------- |
| Vilbrequin                   | 413 000 ITL       | 478 €          |
| Piston                       | 103 010 ITL       | 119 €          |
| Cylindre                     | 227 150 ITL       | 263 €          |
| Arbre à cames                | 112 395 ITL       | 130 €          |
| Soupape d'aspiration         | 16 284 ITL        | 19 €           |
| Culasse                      | 495 600 ITL       | 574 €          |
| Embrayage                    | 52 280 ITL        | 61 €           |
| Ligne d'échappement complète | 151 040 ITL       | 175 €          |
| Carburateur                  | 143 960 ITL       | 167 €          |
| Bloc optique arrière         | 43 424 ITL        | 50 €           |
| Cadre                        | 566 400 ITL       | 656 €          |
| Fourche complète             | 640 740 ITL       | 742 €          |
| Bras oscillant               | 388 200 ITL       | 449 €          |
| Disque                       | 48 560 ITL        | 56 €           |
| Roue avant                   | 212 174 ITL       | 246 €          |
| Roue arrière                 | 289 784 ITL       | 335 €          |
| Tableau de bord complet      | 283 200 ITL       | 328 €          |
| Garniture frein à tambour    | 14 868 ITL        | 17 €           |
| Réservoir                    | 247 800 ITL       | 287 €          |
| Selle                        | 94 577 ITL        | 109 €          |
| Garde-boue                   | 22 656 ITL        | 26 €           |
| Pédale de frein              | 23 364 ITL        | 27 €           |

## Carrière de la moto

Logo de la gamme visible sur les prospectus commerciaux et les carénages avant.

### Contexte de commercialisation
Présentée en 1975, la XT500 remet au goût du jour la famille des trails et de la motorisation 4 temps en monocylindre. Victorieuse des deux premières éditions du Paris-Dakar, le monocylindre laisse ensuite la place à des cylindrées plus importantes et surtout à des configurations à deux cylindres (BMW R 80 G/S en 800 cm3, Honda en 750 cm3). Au cours des années 1980, les constructeurs entretiennent une rivalité sur ces épreuves dont la médiatisation influence le marché de la moto typée trail, c'est alors la course à la puissance et à la fiabilité. Les cylindrées sont toujours plus importantes et les monocylindres montrent leurs limites. Yamaha commercialise les XT 550 (81-84), XT600 (82-03) puis la première XTZ 660 (91-94) munie d'un réservoir de 30L. Honda qui lance la XR 500 en 1979, la décline en 600 cm3 en 1985 puis en 650 cm3 trois ans plus tard, préfigurant l'arrivée des mythiques Africa Twin. Suzuki propose dans le marché des trails la DR 350 et DR400 en 1979, puis les Suzuki 600 Djebel, les DR 650, puis 750 avant de mettre au point le plus gros monocylindre jamais vu sur une moto : la DR 800. Puissance, poids, embourgeoisement préfigurent l'arrivée des trails routiers. Dans ce contexte, Cagiva place ces deux modèles dans un segment délaissé progressivement.
Un article allemand commenta Paris-Dakar dürfen heute sowieso keiner Trend-Enduro mehr fehlen, und die Maschinengewichte streben in Richtung vier Zentner. Und was mach Cagiva? Eine Enduro, die dem derzeitigen Trend ganz bewusst den Rücken kehrt und eigene Ziele verlogt. (« Le Paris-Dakar dirige la tendance des machines enduro aujourd'hui dont le poids tend vers les quatre quintaux. Et que fait Cagiva? Un enduro tournant le dos délibérément à la tendance actuelle poursuivant ses propres objectifs »).
En 1986, le contexte commence à être difficile pour les monocylindres trail. Ils gonflent pour justifier leur place aux côtés des lourds et coûteux bicylindres et voient ainsi leur cylindrée passer de 500 à 600, 650 puis 750 et même 800 cm3. Concernant les 500, la mythique XT 500 en fin de vie ne trouve plus preneurs qu’auprès de fidèles nostalgiques et la cylindrée de 350 cm3 est tenue par les poids lourds japonais. La presse spécialisée de l'époque dépeignait régulièrement cette rivalité entre les Japonais et les Italiens, ou plus largement les Européens dans un marché saturé.
Les prototypes de préséries ont été mis à l'épreuve ponctuellement lors de courses d'enduro, aux mains du pilote Giampaolo Marinoni (it), puis après son décès, par Bernardino Gualdi. La production a commencé en novembre 1986, et les ventes un mois plus tard.
C'est dans ce contexte difficile que la Cagiva T4 est présentée au Salon Intermot de Cologne en octobre 1986. Elle remplace la Cagiva Aletta Rossa. Au moment de sa sortie, Cagiva place donc ses deux modèles en concurrence avec les Suzuki DR 350, Honda XL350R, Kawasaki KLR600, Honda XL600RM, Yamaha 600 XT. Si pour la version 350 cm3 de la T4, il est possible de trouver une place exiguë dans le marché de l'époque, il était beaucoup plus difficile de trouver une niche commerciale pour la version 500 cm3. La cylindrée de 350 cm3 offrait l’avantage d'offrir la limite de puissance du permis de conduire pendant la période bridée à 34 cv en France, et proche de l'ancien permis 1A en Allemagne.
Il est à noter que Cagiva sortira dans un même temps sa gamme bicylindre trail: la série Elefant. Avec la conjoncture trail de l'époque il était difficile pour une marque de ne pas proposer dans sa gamme trail une version bicylindre. Pour Cagiva cela se fera avec le moteur Ducati Pantha de 350, 650 et jusqu'à 900 cm3. La gamme Elefant fut déclinée en 125, 200, 350, 650, 750 et 900.
La T4R était affichée à 34 500 francs français à sa sortie, ce qui correspond à environ 8 500 € en 2018,. La version 500 était elle affichée à 36 460 FRF (10 375,42 EUR2023). En Allemagne, la 350 T4R était vendue pour 8 395 Mark contre 8 995 Mark pour la version 500 cm3,.
La Cagiva T4 a connu une parenthèse espagnole dans sa production. Alors que le tissu industriel du secteur de la moto se restructurait en Espagne, le constructeur Merlin acheta des moteurs Cagiva pour un de ses modèles, et en retour de quoi Cagiva commercialisa la T4 sous le nom la marque espagnole. Ce dispositif permettant de s'implanter dans un marché ibérique protectionniste sera de courte durée, Cagiva reprenant à son compte la commercialisation de ses motos en Espagne.

### Tests et critiques
Le  Moto Journal no 771 teste, fin 1986, une 500 en présérie. Il apprécie la finition et l'équipement de la 500 cm3 qualifiés d'impressionnant. Notamment en ce qui concerne les commodos, la présence d'un démarreur et d'un kick, le porte-paquet, les reposes-pied caoutchouté ou encore le protège disque avant, soulignant par ailleurs la qualité des pièces sous-traitées : Brembo pour les freins, Marzocchi pour les suspensions ou Pirelli pour les pneus. La cylindrée de son moteur supercarré la place entre les 350 et les 600, mais le rapport poids-puissance joue en sa faveur et rapproche la T4 des trails de 600 cm3. La rédaction apprécie « un moteur sans bruit mécanique important et pratiquement sans vibration », ce qui est rare sur les gromono (moto monocylindre de plus de 600 cm3). Face à une 600 cm3, le couple est la puissance resteront malgré tout limités par les 450 centimètres cubes. Enfin, concernant la conduite, Moto Journal évoque un moto dans la lignée des trails, à savoir « maniable en général et un peu flou a haute vitesse », mais adéquate pour un usage urbain.
Moto journal no 848 roule en 1988 avec les deux modèles T4 500 et la 750 Elefant. « Leur taille fine et leur ligne élégante séduisent l'essayeur, qui dépeint une moto efficace en tout terrain [...] une trail simple mais pas rustique, bénéficiant d'une technologie moderne sans tomber dans l'hypertrophie "Dakar replica" ». En effet, grâce à des réservoirs de contenance modérée, les T4 bénéficient de lignes plus profilées. Côté conduite un poids dit tout pleins faits moindre évite ainsi de rehausser le centre de gravité, et offre une manœuvrabilité meilleure, et un rapport poids puissance plus avantageux. Pour capter la clientèle dakariste, le réservoir de 24 litres est disponible en option pour répondre à la mode des réservoirs dits jumbo. L'article encense la simplicité du moteur, le tableau de bords et les commandes très complets, et la présence conjointe du kick et du démarreur. Le pilote évoque un moteur étonnamment silencieux, agréable entre 3 000 et 6 500 tr/min. Contrairement à nombre d'autres articles, le freinage est qualifié « d'au-dessus de tout soupçon ».
Le mensuel France Moto, dans numéro 226 consacre deux pages de test à la 350 T4R titrée « Réhabilitation d'une cylindrée ». En effet, le succès du rallye Paris-Dakar pousse les constructeurs à proposer des motos toujours plus puissantes, à les cylindrées inférieur à 500 cm3 avec des réservoirs de forte capacité. Néanmoins, l'article met en avant une moto robuste et taillée pour l'aventure hors route goudronnée, et malgré tout aussi efficace. Bénéficiant d'un look baroudeur et agressif, la Cagiva « en jette un maximum. Trapue, bien dessinée, la machine a tout pour plaire [..] La T4R est une réussite sur le plan esthétique ». Parmi les points perfectibles, l'article dénote l’absence de frein à disque arrière, de compteur kilométrique intermédiaire. En ce qui concerne la conduite, la machine se comporte très bien sur le bitume, mais en tout terrain, l'avis est plus nuancé. Le rayon de braquage et le freinage sont jugés un peu faible.
Dans son numéro 229 de novembre 1988, France Moto compare plusieurs motos dans un dossier intitulé « Quelle moto pour la balade? ». La rédaction évoque que sur chemin rapide, la Cagiva T4R « sans être instable, semble floue ». Dépeignant un moteur calme et linéaire ainsi qu'une suspension plus typée enduro que trail rendant la moto docile, la T4R est néanmoins équipée d'une selle très haute, de frein un peu juste et une certaine lourdeur à la conduite. L'avis des cinq pilotes est nuancé. William Rubio apprécie les commandes bien disposées, mais fustige une hauteur de selle excessive en toute circonstance. Les quatre autres testeurs concordent sur le fait qu'il s'agit d'une moto robuste, voir « invulnérable », mais en contrepartie un peu lourde, pénalisant la conduite engagée et technique de type trial. Les avis concordent également sur le moteur, d'une puissance acceptable et progressive, mais qui aurait gagné à développer quelques chevaux supplémentaires. La rédaction liste quelques détails des cinq motos : les plus de la Cagiva sont la béquille latérale en aluminium et les suspensions, en point négatif le prix et la direction floue.
Moto Crampon résume en une phrase l'essence même des T4 : « on a pris les meilleures recettes du passé, puis les meilleures d’aujourd’hui », en ce sens que la moto n'a pas eu de « dakarite aiguë », à  savoir l'augmentation de la cylindrée, du poids, etc. Magazine spécialisé dans le cross, leur test renvoie aux mêmes conclusions : agilité en tout terrain, moto techniquement abordable et à l'aise hors des sentiers battus, « finitions parfaites, sportives mais civilisées », et prix élevé. Les T4 500 sont plus polyvalentes et confortables de ses concurrentes japonaises (Honda XR et Yamaha TT), mais à la tarification désavantageuse.
Du côté de la presse allemande, Motorrad teste en août 1987 la T4 dans sa cylindrée supérieur, titrant l'article Es reicht (C'est assez). L'article fait ressortir une moto proche de la Suzuki DR600 Dakar, éloignée de seulement six kilogrammes. L'auteur hésite à la qualifier de moto d'enduro haut de gamme pour la 350 cm3 ou d'enduro vouée au voyage pour sa grande sœur, toutes deux étant à l'aise hors des sentiers battus, mais limitées par les pneus Metzler mixtes/touring. Les concurrentes japonaises, de par leurs motorisations plus puissantes, seraient donc plus orientées voyage au long cours. Par ailleurs, une fois encore, le freinage est déploré comme étant juste suffisant. La présence d'une protection plastique du frein à disque est qualifiée de « mode stupide » qui empêche le bon refroidissement. La selle, étroite et haute est un autre point perfectible, mais c'est une généralité sur ce type de moto.
Les italiens de chez Motosprint essayent, testent et comparent à plusieurs reprises les Cagiva T4. Le numéro 500, bénéficiant d'une 350 T4 de pré-série est enthousiasmé par les améliorations portées sa prédécesseure et les testeurs apprécient unanimement les progrès réalisés, qualifiant la T4 « d'une moto sans compromis ». Maniabilité, bon centre de gravité, accélération plaisante semblent alors lui vouer un franc succès, quoi que son freinage soit encore perfectible, bien qu'amélioré.
Le numéro 527 parle d'éclairage avant moyen, d'une béquille qui aurait pu être plus inclinée, d'un désign un peu trop sobre, de commandes électriques très bonnes. Le rembourrage de la selle est très compacte, la maniabilité est excellente, et la prise au vent n'est de fait, pas le point fort de la moto à vitesse élevée. Les reprisses sont qualifiées d'excellentes pour les deux cylindrées.
Moto Flash effectue un essai comparatif en juin 1989, mettant face-à-face la 350 T4 à une Aprilia Tuareg Wind 350. Contextualisant une surenchère des motos du Rallye Dakar « n'allant vraiment pas dans les bon sens », le magazine salue deux motos « assez petites, compactes, légères, racées et performantes ». Il en ressort à nouveau que la moto est plus exploitables hors piste, là où l'Aprilia offrira plus de confort et d'agrément sur la route. Si l'Aprilia est préférée pour le démarrage, les bas régimes, le confort, la Cagiva l'emporte sur les points suivants : puissance, agrément et tout-terrain. La Cagiva totalise sur ce test 44/55, soit trois points de plus que la Tuareg. Moto flash conclue sur le fait que la Cagiva joue la carte sportive, là où la Tuareg est axée trail grand tourisme, donc deux motos et deux usages légèrement divergents. L'usage voulu déterminant donc le choix entre les deux véhicules au tarif inégal, choix pouvant basculer en défaveur de la T4, 20% plus coûteuse à l'achat.

### Remplacement

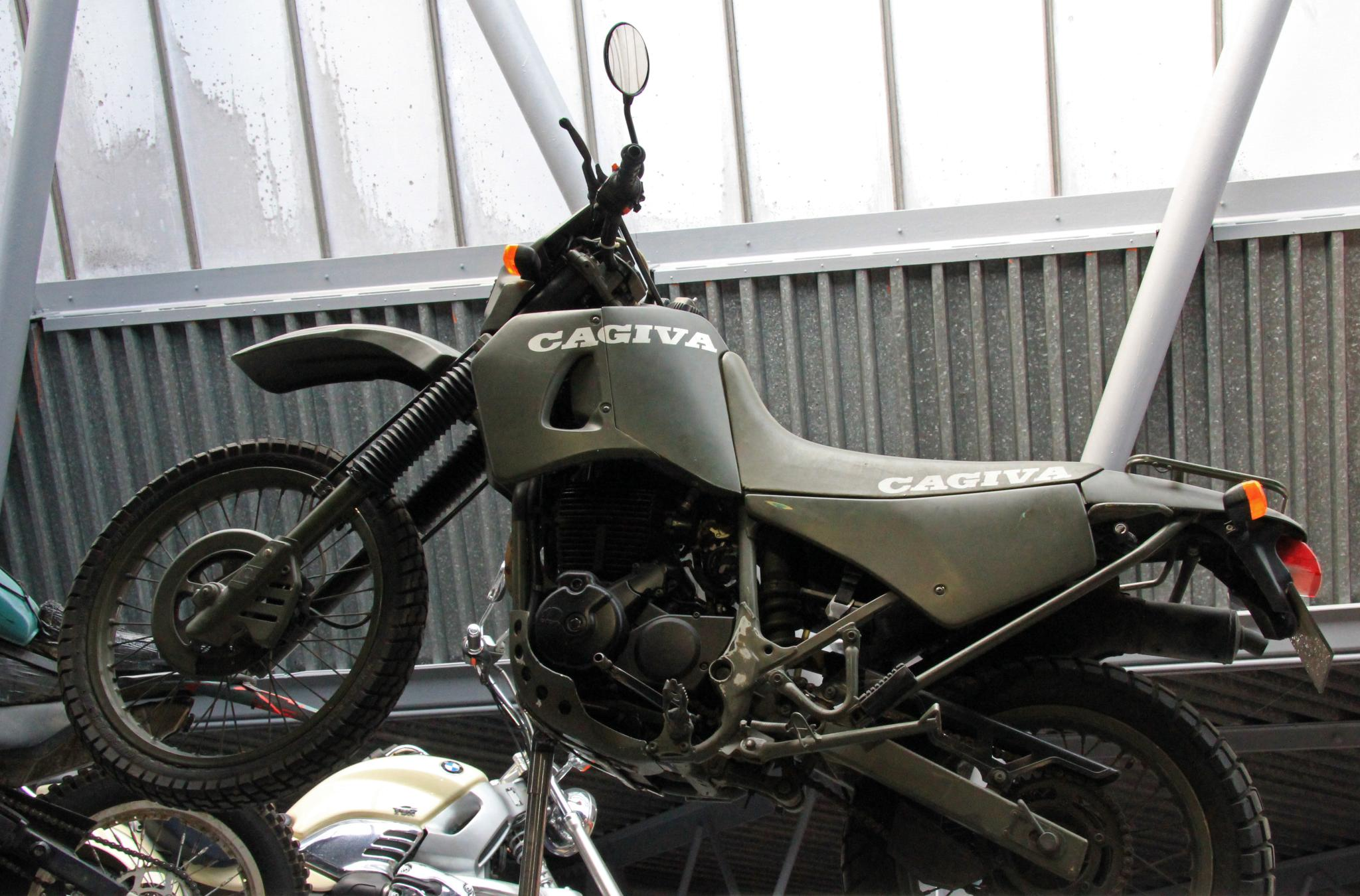
La cagiva W16 de Goldeneye exposée.

Les Cagiva T4 seront remplacées par les Cagiva de série W, bien que les manuels d’atelier sont sous-titrées T4 : w12 / 350 T4 ou w16 / 600 T4,. Les cagiva W abordent un nouveau cadre qui abandonne le porte paquet et sa trousse à outil, et le freinage est dorénavant assuré par un frein à disque à l'arrière comme à l'avant. Le bloc moteur est retravaillé, et cette fois décliné en 600 cc.
La w16, moto amirale de la série w, est bien accueillie par les testeurs, qui y voient une optimisation de la T4 au design rajeuni. Si la tenue à vitesse de croisière élevée n'est plus approximative, la moto manque « un peu de punch ». Dans l'ensemble, il s'agit d'un trail agréable pour la route secondaire et les usages cross.
Contrairement à une idée répandue, la moto conduite par James Bond dans Goldeneye (1995) est une Cagiva W16.

## Usage militaire
Pour remplacer la piètre Peugeot SX8 acquise en 1978 et les Honda CB250, les autorités militaires françaises réfléchissent à un nouveau cahier des charges dès 1980. Le marché était alors chiffré à 2 000 motos, avec une option sur 6 000 supplémentaires. Quatre constructeurs y travaillent, mais les directives restent floues et changeantes. Il était en 1984 par exemple, interdit de vendre également le modèle sur le marché civil afin d'éviter le vol de pièces détachées, cette clause fut supprimée l'année suivante.
Les premiers essais sont effectués à partir de décembre 1984 au Camp de Carpiagne. Les exemplaires à tester, reçus à Versailles roulent jusqu'à Marseille en guise de rodage. L'équipe de testeurs est composée d'un tiers de pratiquants de moto tout-terrain, un tiers de motards routiers et un tiers de novices ayant fraîchement obtenu leur permis de conduire. Les engins sont testés cinq heures par jour, et les réparations sont enregistrées pour se confronter à un barème de sélection. La Cagiva présentée par l'importateur Ligier était très différente de celle ayant fait carrière, puisqu'elle était motorisée par un deux temps de 200 cm3.
L'issue du cycle de test est plus qu'incertaine, puisque les crédits sont reportés d'année en année et l'acquisition de ces motos devient un marronnier influencé par des paramètres politiques. Les constructeurs se retirent donc les uns après les autres du projet. En 1987, la Peugeot X200 AR est retenue, mais aucune commande n'est passée. Finalement, en 1988 l'appel d'offres se conclut par une commande passée directement à la maison mère de Cagiva. Entre 1990 et 1992, 1750 motos dont livrées, dont 300 sont destinées à la gendarmerie,. Conjointement, des Cagiva A8 de 125 cm3 ont côtoyé les T4 pendant leur carrière militaire. Mais également des Mz 125 SX, qui ont équipé certaines unités à partir des années 2000.
Les Cagiva ont principalement été employées pour des missions d'escortes de convois, de reconnaissances d'itinéraires ou d'estafette. Outre les régiments de circulation routière, dont le 662e, les 121e, 503e, 516e et 517e Régiment du train en étaient également dotés au sein de leurs escadrons ou pelotons de circulation routière,,,. D'autres unités de différentes nature en ont fait usage, comme le bataillon de commandement et de soutien de la brigade franco-allemande, le 2e Régiment de hussards ou le 41e de transmission, et bien d'autres. Vingt-deux T4 furent ainsi déployées par l'armée française pendant la guerre du Golfe dans le cadre de l'opération Daguet,.
La version de l'armée française est spécifique car elle est basée sur la version E mais intègre l'amortisseur Öhlins et le carburateur Dell'Orto de la version R. Concernant la partie cadre, la boucle arrière est renforcée tandis que le sélecteur de vitesse et levier de frein arrière voient leurs extrémités devenir rabattables et enfin, à la demande de l'armée en 1999, un crash bar au guidon a été rajouté pour protéger les commandes en cas de chute et le démarreur est changé face l'abandon de la fabrication du modèle original,. Du reste, la transmission finale est plus courte (16 × 46 contre 15 × 42 pour la version civile) et le système électrique y est également modifié pour y intégrer une gestion particulière de l'éclairage (mode black-out). Conforme aux véhicules militaires français, la cagiva était également munie d'un lot de bord. Celui-ci comprenait une bombe anti-crevaison, une clé à bougie, treize clés diverses, une pince et un tournevis à lames multiples.
La version de l'armée italienne est équipée de frein à disque à l'arrière, d'un réservoir plus gros poussant l'autonomie à 260 km. Le porte-bagage arrière est renforcé. L'aspect global de la moto change légèrement par des carénages modifiés.
Enfin, la version de la Gendarmerie française a également reçu quelques modifications qui la rapprochent de celle de l'armée italienne. En effet, elle est équipée d'un frein à disque à l'arrière et d'un arceau supplémentaire pour renforcer le porte-bagage. D'un point de vue esthétique, les carénages avant et arrière différent, la béquille latérale change légèrement tandis que le bloc moteur est de couleur grise. Entre 1994 et 1995, environ 330 machines sont commandées pour l'accès aux terrains difficiles. Le choix se porte alors sur ce modèle puisqu'il équipe déjà l'armée, ce qui va dans le sens de l’interopérabilité et de la simplification logistique. Le musée de l'école de Fontainebleau explique à ses visiteurs qu' « en 1991, il apparaît nécessaire d'augmenter la surveillance du littoral et des zones boisées. La gendarmerie commande alors une série de CAGIVA 350 T4 [...] Quelques modifications sont apportées sur le cadre et les freins. Au début des années 2000, les Cagiva sont remplacées progressivement par les nouvelles Yamaha 250 TTR, plus légères et mieux « suspendues ». »
Le parc de Cagiva de l'armée et de la gendarmerie s'est réduit d'année en année par l'usure, et sa maintenance est devenue difficile en raison de la disparition du constructeur italien. L'État a progressivement écoulé année après année par ses motos au travers des ventes domaniales. Nombre d'entre elles ont par la suite été revendues comme véhicule d'occasion. Malgré les fortes réductions d'effectif de l'armée depuis 1990, le stock de motos opérationnelles est devenu critique. À partir de 2015, le reste du parc de Cagiva encore opérationnel a laissé place à des Yamaha XT660Z Ténéré.

La différence visuelle entre les versions tient du détail.
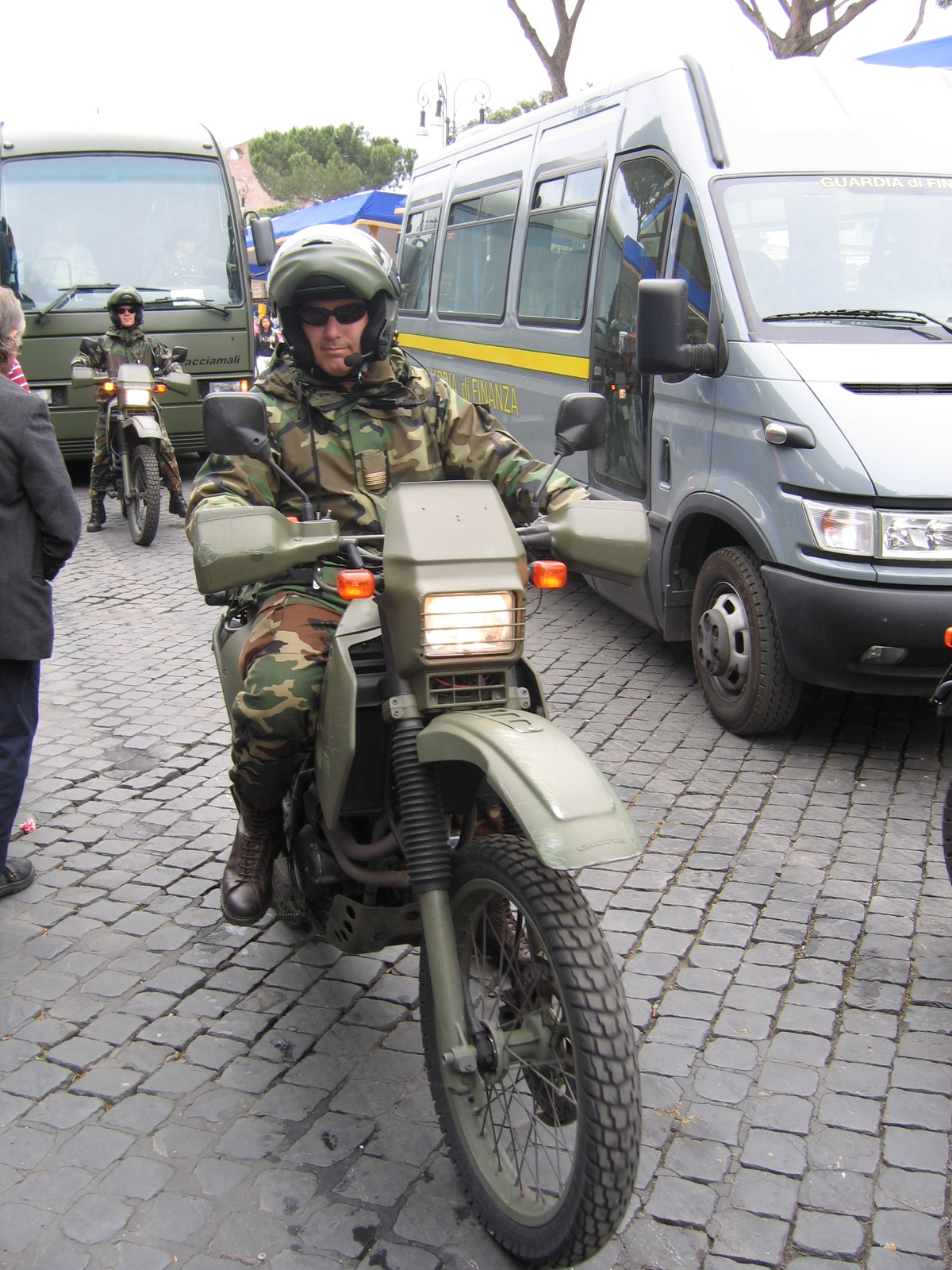
Modèle de l'armée italienne
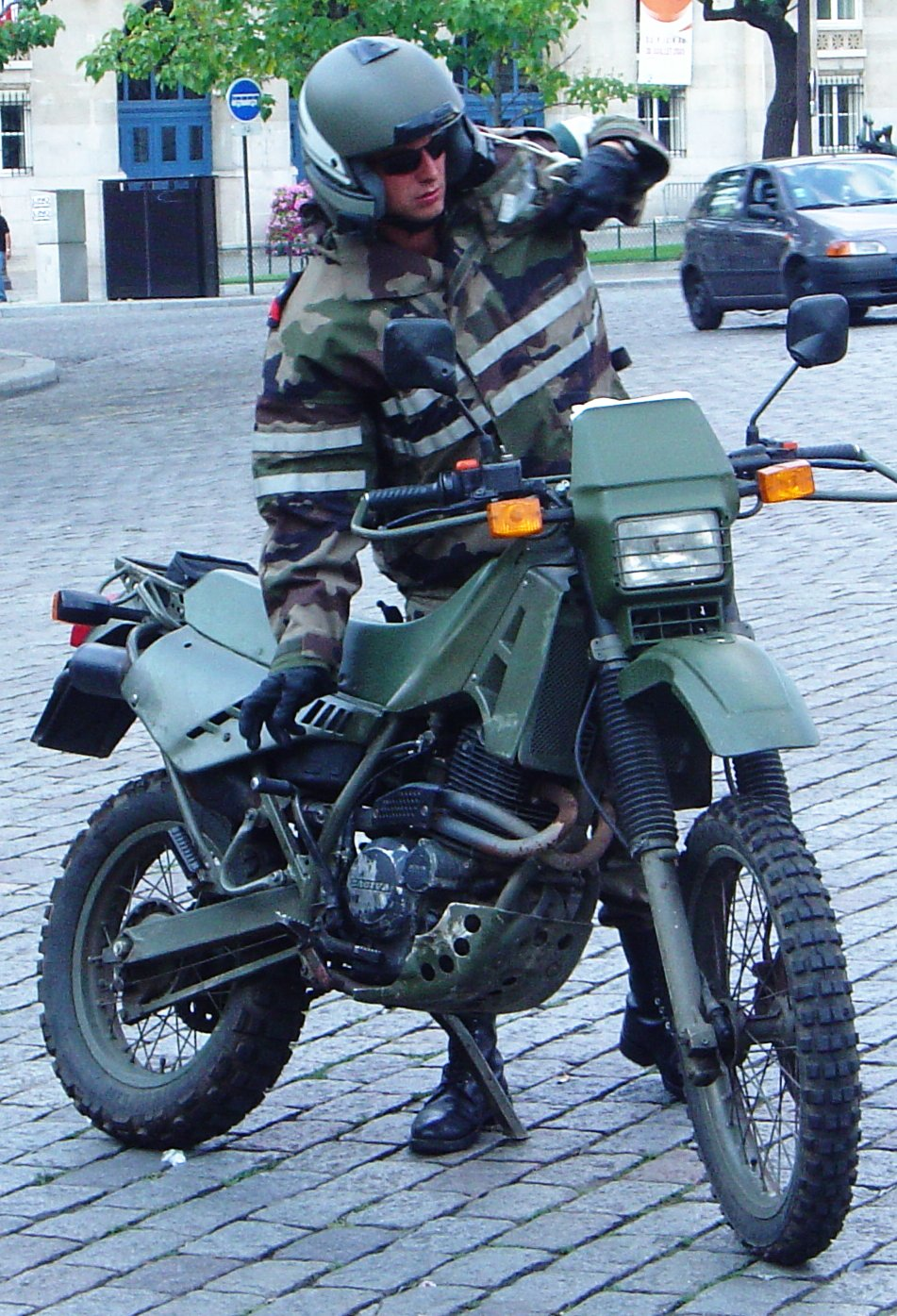
Modèle de l'armée française
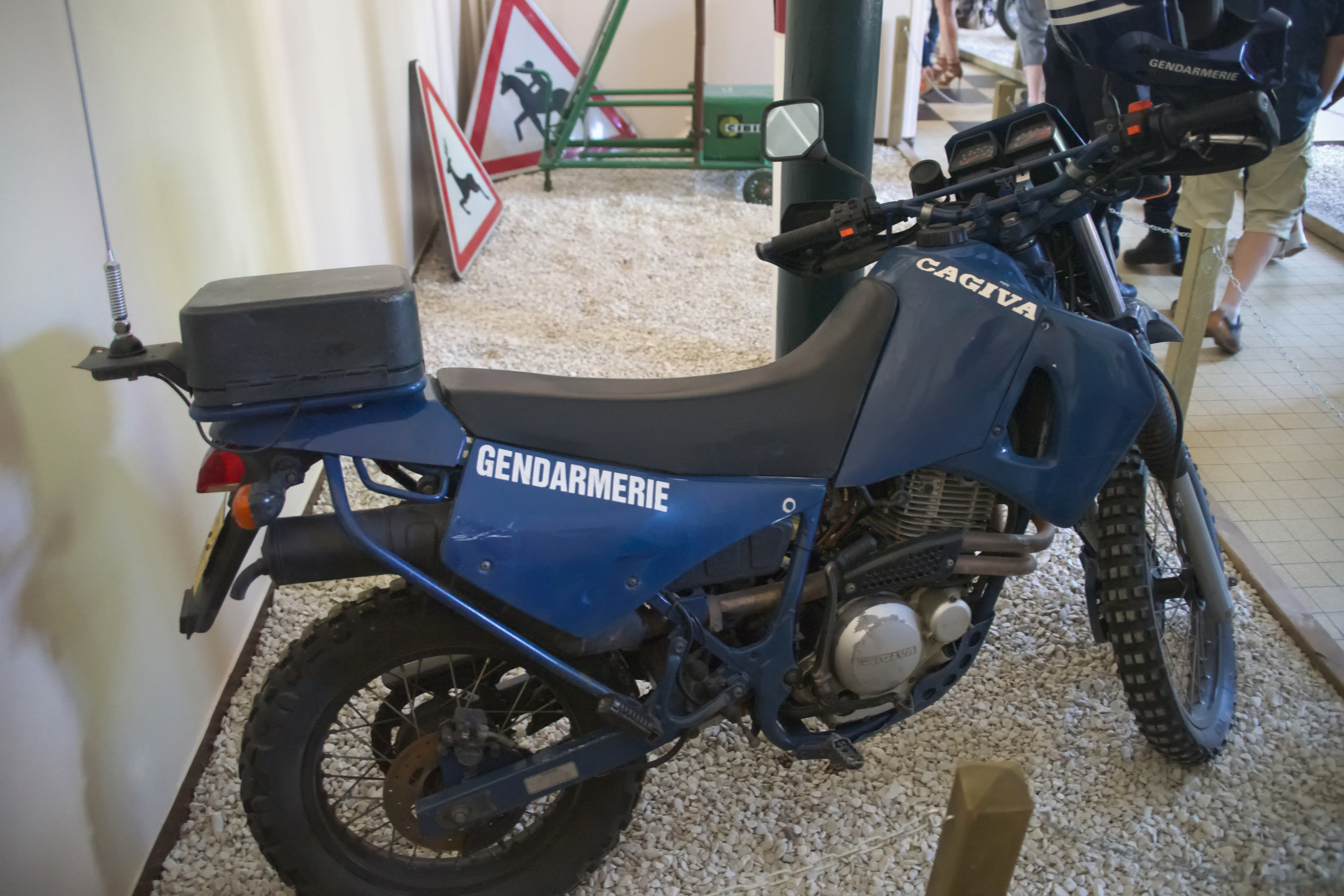
Cagiva T4 de la gendarmerie exposée au musée de l'école de Fontainebleau.